# Franck Dubosc
Franck Dubosc, född 7 november 1963 i Le Petit-Quevilly, Frankrike, är en fransk skådespelare.

## Filmografi i urval
- 2006 – Camping
- 2008 – Asterix på olympiaden
- 2009 – Incognito
- 2010 – Camping 2
- 2014 – Barbecue
- 2016 – Camping 3
- 2020 – 10 jours sans maman
- 2020 – Ring min agent!
- 2021 – Les Tuche 4
- 2024 – Varulvsnätter